# Mass
Mass es una cadena de tiendas de descuento que forma parte del conglomerado peruano Intercorp el cual también alberga las tiendas Plaza Vea, Vivanda y Makro. Se caracteriza por estar enfocado hacia compras puntuales, rápidas y de bajo precio de un número reducido de ítems, que compiten con bodegas y mercados de barrio.

## Historia

### Primera etapa (2006-2013)
Los orígenes de Mass se remontan al año 1998, cuando el grupo holandés Ahold, tercer minorista del mundo, lo cual Perú se transformó en propietario de Supermercados MASS y fue incrementando su participación hasta asumir el control total de la empresa en el mes de octubre de 2001. Bajo la administración de Ahold, la empresa lanzó el formato de tiendas de descuento en abril del mismo año inaugurando su primera tienda en Chosica. A inicios del 2003, Ahold toma la decisión de vender sus operaciones en Sudamérica. En el año 2006 se introdujo la marca propia Mass, lo que les permitiría ofrecer productos de calidad a precios más bajos que los de la competencia. En 2013 cerraron todas las tiendas Mass para ser convertidas en Plaza Vea Express.

### Segunda etapa (desde 2016)
En el año 2016 la marca se reestructuró para ser transformada en bodega, renovando el logotipo y la interfaz visual.El 30 de septiembre de 2020, durante la pandemia de COVID-19, Mass inauguró las dos primeras tiendas en provincias fuera de Lima, específicamente en la ciudad de Arequipa y en ese mismo mes se alcanzó la cifra de 400 tiendas en todo el Perú.Hasta diciembre del 2022, la marca cuenta con más de 600 tiendas incluyendo 42 fuera de Lima.
Al 2024, la marca cuenta con más de 900 tiendas.

### Expansión a Chile
En octubre de 2024 la cadena Intercorp compró la cadena de los supermercados chileno Erbi la cual pasaron a transformar en Mass, la primera tienda que se abrió en el mismo pais fue en Providencia y se espera abrir mas tiendas en Chile.

### Tiendas Menos
En agosto del 2022, abre su local en el distrito de San Martín de Porres y al frente se encuentra la tienda Mass. El local desapareció en noviembre de 2023.

## Eslóganes
- 2006-2013: El supermercado del ahorro
- 2016-presente: Precios bajos, ¡cerca de ti!
- Desde 2021: Los mejores precios ¡cerca de ti!